# Шафиров, Исай Петрович
Барон Исай (Исайя, Исаия) Петрович Шафиров (1699—1756) — русский переводчик из евреев выкрестов; статский советник.

## Биография
Родился 9 (19) мая 1699 года в Москве, сын барона Петра Павловича Шафирова. Воспитание получил в Париже под руководством тогдашнего русского посла при Версальском дворе барона И. Шлейница и в Россию вернулся около 1720 года.
Когда его отец был сослан на жительство в Нижний Новгород, Исай Петрович Шафиров, прекрасно знавший иностранные языки, поступил на службу переводчиком.
После смерти Петра I императрица Екатерина I помиловала Шафировых, выписала их в Петербург и возвратила почти все конфискованное ранее имущество. Исай Петрович Шафиров был зачислен в Герольдмейстерскую контору, а затем ему поручено было помогать отцу в выписывании и переводе с иностранных языков при составлении последним истории жизни Петра Алексеевича.
13 марта 1734 года Шафиров И. П. был назначен советником Вотчинной коллегии, а спустя три года переведён в Камер-коллегиюи; 22 марта 1741 года был произведён в статские советники и тогда же, или немного ранее, был назначен советником Камер-коллегии.
Дальнейшая служебная карьера Шафирова приостановилась вследствие пристрастия его к спиртным напиткам и азартным играм, а потом в буйстве и «неслыханных и безумных шалостях». В 1747 году он был заключён, по Высочайшему повелению, в Донской монастырь. Но мера эта не подействовала, и, по выпуске его из монастыря в 1749 году, странные выходки его учащаются и становятся еще более резкими. Вскоре Московский генерал-губернатор стал просить у императрицы разрешения снова засадить И. П. Шафирова в монастырь, но разрешение это дано не было. Несмотря на все принимаемые правительством меры, он успел всё, что было у него, продать или проиграть в карты, так что после его смерти дети его остались совершенно без средств, и им не пришлось бедствовать только благодаря участию к их судьбе императрицы Елизаветы Петровны.
Умер в Москве в 1756 году.

## Семья
В 1721 году женился на Евдокии Андреевне Измайловой (1704—1750), дочери А. П. Измайлова; их дети
- Анна (1726—1783), с 1756 года фрейлина, первая жена[3] Петра Михайловича Власова (1726—1799), капитана гвардии, основателя усадьбы Горушки;
- Василий
- Павел
- Марфа (1729—1786), с 1756 года фрейлина, с 1759 года замужем за Александром Григорьевичем Петрово-Соловово, генерал-лейтенантом, действительным тайным советником, была его первой женой; «сухая, дурнолицая, с журавлиной шеей», как отзывалась о Шафировой императрица Елизавета Петровна, была одно время предметом увлечения троюродного брата её мужа — великого князя Петра Фёдоровича.
- Наталья (1740 — 21.7.1796), замужем за Петром Богдановичем Пассеком, генерал-губернатором Могилёвского и Полоцкого наместничеств,
- Пётр (ум. 1820), женат на княжне Елизавете Кропоткиной,
- Мария (1736—1799), замужем (с 1763 г.) за князем Николаем Ивановичем Ромодановским-Ладыженским (1746—1803);
- Екатерина (?—1795)[3], замужем за князем Михаилом Сергеевичем Волконским (1745—1812).

Все три сына не оставили мужского потомства, так что род баронов Шафировых с их смертью прекратился.